# Briançonnet (stolica tytularna)
Briançonnet (łac. Auraiacensis) – stolica historycznej diecezji we Francji erygowanej ok. roku 300, a zlikwidowanej ok. roku 400. 
Współcześnie miasto Briançonnet znajduje się w regionie Prowansja-Alpy-Lazurowe Wybrzeże we Francji. Obecnie katolickie biskupstwo tytularne ustanowione w 2009 przez papieża Benedykta XVI. 

## Biskupi tytularni
| Lp. | Biskup             | Funkcja                    | Od           | Do |
| --- | ------------------ | -------------------------- | ------------ | -- |
| 1   | Jean-Marie Le Vert | biskup pomocniczy Bordeaux | 9 marca 2018 |    |